# 市進学院
市進学院（いちしんがくいん）は、学研ホールディングス傘下、市進ホールディングスが運営する小中学生及び現役高校生を対象とした学習塾。首都圏を中心に展開している。市進学院の「市進」とは旧称の市川進学教室の略称であり、元々は千葉県市川市を拠点としていた。後に東京都文京区本郷に本部を移したが、市進ホールディングスの再編に伴い、市川市に本社を置く株式会社市進が運営主体となっている（一部除く）。

## 概要
東京都・神奈川県・埼玉県・千葉県・茨城県に教室を展開している。2009年3月現在の総校舎数は118校。拘束時間や宿題の量などの指導スタイルは比較的穏やかであり、小学生向けのクラスでは授業終了時間が他塾よりも早目に設定されている。また夏期・冬期の合宿も一切行っていない。ただし、一流校を狙うコースでは小中学部ともに異なるハードな課題と拘束時間が課せられる。中学部での公立高校の実績はどの地域でも堅調であり、部活との両立が前提とされるなど、バランスのとれた指導が特徴的である。また、2008年度より市進学院高等部が新設され、市進予備校の映像授業が見られるようになった。
文系担当（英・国・社）、理系担当（英・数・理）の二人の講師だけ（クラスによっては三人の場合もある）で一つのクラスを担当する。そしてそのうちの一人が「クラス担当」となり、各家庭への窓口となったり、個別面談を実施したりする。授業を実際に担当する講師が担任となる。
経営状況について見ると、持ち株会社・市進ホールディングの2025年2月期決算報告によれば、連結ベースでの売上は184億5900万円、営業利益は9億1800万円を計上。このうち、教育事業の売上は155億1000万円、営業利益は6億8300万円となっており、経営基盤は比較的安定している。ちなみに、市進グループは教育事業のほかに介護事業にも力を入れており、同2025年2月期の介護事業の売上は29億4800万円、営業利益が2億3500万円で、事業のもう１本の柱に成長しつつある。
又一般的な塾・予備校とは異なり本部には教室を併設していない。本部では教師の育成が行われており、子会社の株式会社個学舎では過去にはモニター生徒を募集して模擬授業を行うこともあった。

## 歴史
- 1965年（昭和40年）：市進学院の前身「真間進学会」が千葉県市川市に開設
- 1970年（昭和45年）：高校受験指導のため全国に先がけて入会試験を実施
- 1978年（昭和53年）：教室展開開始
- 1979年（昭和54年）：高校生対象の「市進予備校」を開校
- 1984年（昭和59年）：現在の「市進学院」に改称
- 1995年（平成7年）：家庭教師派遣機関「市進チューターバンク」を開設
- 1999年（平成11年）5月：東京都新宿区百人町に個別指導教育を主業務とする子会社株式会社個学舎（現 連結子会社）を設立（現在は東京都文京区に移転、旧事務所は日本ガラス工業センターに権利譲渡）[1]
- 2008年（平成20年）：大学受験のコースが市進学院内に新設され、私立中学生や国公私立高校生を対象に市進予備校の「映像授業」を受講することができるようになる
- 2011年（平成23年）：小学部・中学部とも単科制を導入し「1科目から受講可能」に改めた
- 2012年（平成24年）：茨進と併合

## 関連グループ
- 市進学院 - 小中学生及び現役高校生対象
- 市進予備校 - 現役高校生対象
- 個太郎塾 - 個別指導
- 市進チューターバンク - 家庭教師派遣
- 茨進 - 幼少期～大学生（無制限） 個別・映像・オンライン・集団